# Ryszard Parulski

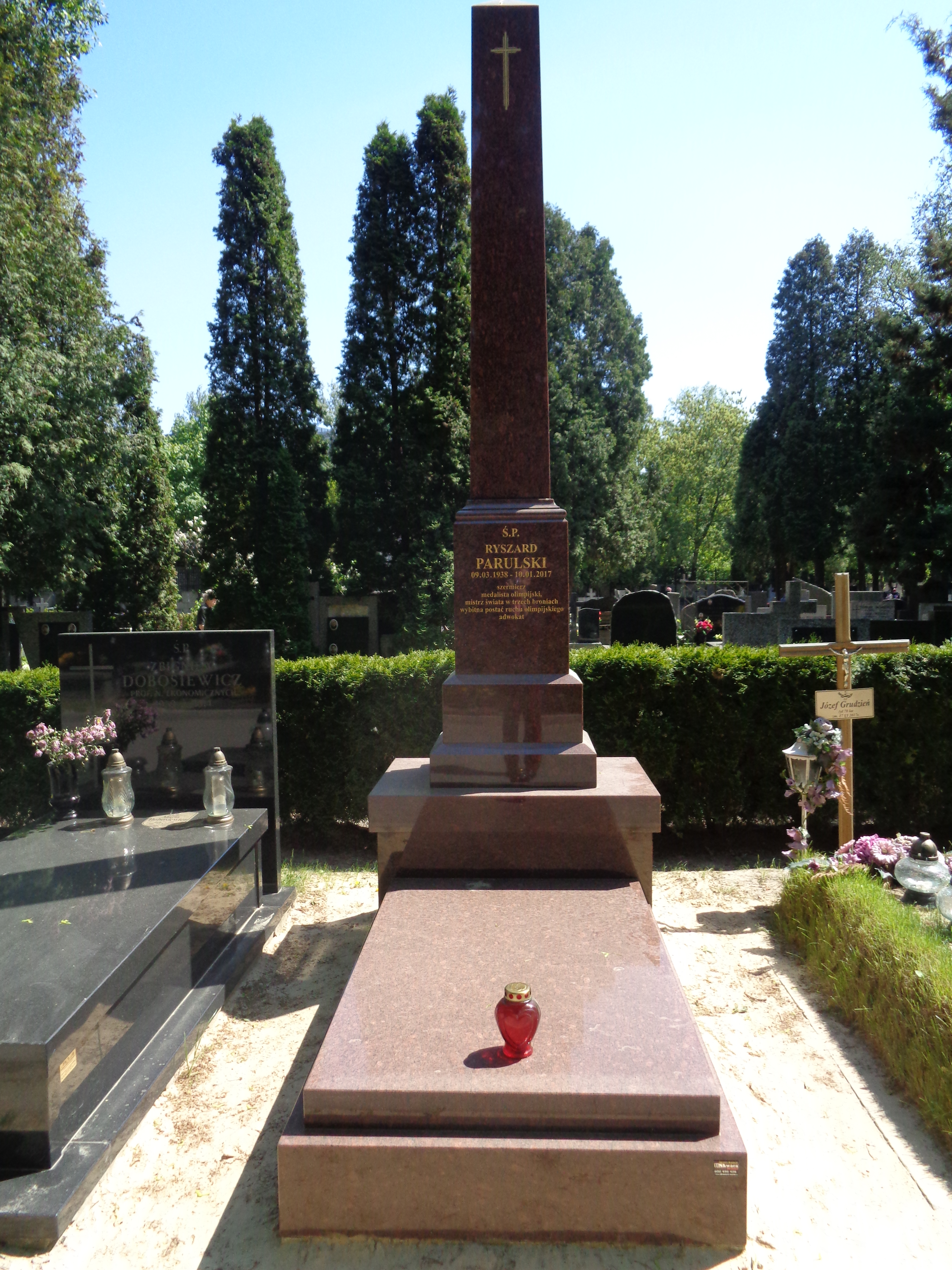
Grób Ryszarda Parulskiego na Cmentarzu Wojskowym na Powązkach w Warszawie

Ryszard Władysław Parulski (ur. 9 marca 1938 w Warszawie, zm. 10 stycznia 2017 tamże) – polski szermierz i działacz sportowy, z zawodu adwokat, dwukrotny medalista olimpijski i wielokrotny medalista mistrzostw świata.
Był zawodnikiem Marymontu Warszawa. W 1997 bez powodzenia ubiegał się o mandat posła na Sejm w okręgu warszawskim z pierwszego miejsca listy Bloku dla Polski.
Pochowany w Alei Zasłużonych na Cmentarzu Wojskowym na Powązkach w Warszawie (kwatera G-tuje-6).
Największe osiągnięcia sportowe:
- 1959 – mistrz świata juniorów w szabli (indywidualnie)
- 1961 – mistrz świata we florecie (indywidualnie)[4]
- 1961 – brązowy medalista mistrzostw świata we florecie (drużynowo)[5]
- 1962 – brązowy medalista mistrzostw świata we florecie (drużynowo)[5]
- 1963 – mistrz świata w szpadzie (drużynowo)[6]
- 1963 – wicemistrz świata we florecie (indywidualnie)[4]
- 1963 – wicemistrz świata we florecie (drużynowo)[5]
- 1964 – wicemistrz olimpijski we florecie (drużynowo)[5]
- 1966 – brązowy medalista mistrzostw świata we florecie (drużynowo)[5]
- 1967 – brązowy medalista mistrzostw świata we florecie (drużynowo)[5]
- 1968 – brązowy medalista olimpijski we florecie (drużynowo)[7]
- 1969 – wicemistrz świata we florecie (drużynowo)[7]
- 1969 – brązowy medalista mistrzostw świata we florecie (indywidualnie)[4]

Czterokrotny mistrz Polski we florecie pomiędzy rokiem 1959 a 1969.
Po zakończeniu kariery sportowej założył fundację na rzecz byłych sportowców „Gloria Victis”, której został pierwszym prezesem. W latach 1990–1992 pełnił funkcję wiceprezesa Polskiego Komitetu Olimpijskiego. W 1997 otrzymał Krzyż Komandorski Orderu Odrodzenia Polski, 12 stycznia 2017 prezydent RP Andrzej Duda odznaczył go pośmiertnie Krzyżem Komandorskim z Gwiazdą Orderu Odrodzenia Polski tego orderu za wybitne osiągnięcia w promocji i upowszechnianiu sportu, za działalność na rzecz środowisk olimpijskich.